# Famille de Ryckman
Pour les articles homonymes, voir Betz.
 (janvier 2021).
La famille de Ryckman est une famille de la noblesse belge. Cette famille comporte deux branches : les Ryckman de Betz et les Ryckman de Winghe.

## Personnalités
À cette famille appartiennent notamment :
- Jean de Ryckman (-1476), chevalier de Jérusalem, bailli du Pont d'Amercœur, gentilhomme de la chambre du prince-évêque de Liège Louis de Bourbon ;
- Jean de Ryckman (1474-1538), échevin et mayeur en féauté de Liège ;
- Baudouin de Ryckman (1519-1597), conseiller de Liège, mayeur de Vottem ;
- Warner de Ryckman (-1555), chancelier de la cité de Liège ;
- Jean de Ryckman (1592-1650), commissaire déciseur à Maestricht pour le prince-évêque de Liège ;
- Walerand-Lambert de Ryckman (1624-1694), militaire, avocat et bourgmestre de Liège ;
- Lambert de Ryckman (1664-1731), jurisconsulte, poète, membre du Conseil ordinaire du prince-évêque de Liège et conseiller de l'Électeur de Trèves ;
- Jean de Ryckman de Betz (1657-1743), militaire, commandant de la place de Huy ;
- Jean Joseph de Ryckman de Betz (1700-1747), député au Conseil des vingt-deux pour la noblesse du Pays de Liège et du comté de Looz ;
- Lambert de Ryckman de Betz (1747-1821), écoutète de Diest, président du canton de Glabbeek ;
- Charles de Ryckman de Betz (1784-1867), bourgmestre de Bossut-Gottechain ;
- Jean de Ryckman de Betz (1790-), bourgmestre de Winghe-Saint-Georges, membre des États provinciaux du Brabant ;
- André de Ryckman de Winghe (1795-1869), bourgmestre de Pellenberg de 1827 à 1841, membre du Sénat belge de 1851 à 1859 ;
- Baron Fernand de Ryckman de Betz, historien.
- Thérèse-Justine-Françoise de Ryckman de Betz, épouse de Jules-Gustave Ablaÿ, Lieutenant Général de cavalerie.

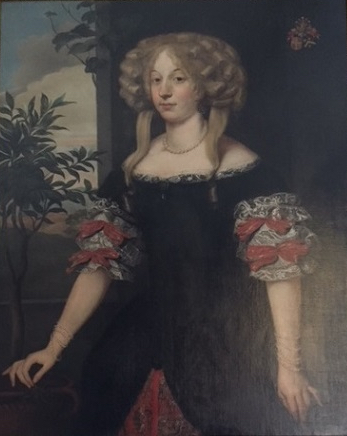
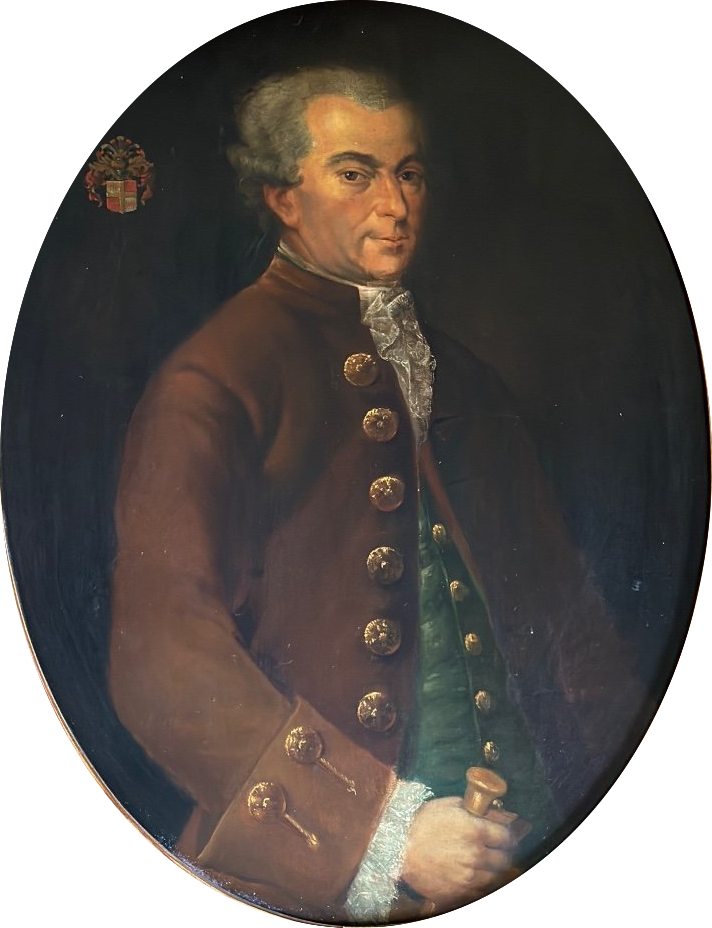